# 拉賈斯坦野鯪
拉賈斯坦野鯪，為輻鰭魚綱鯉形目鯉科野鯪屬的其中一個種。該物種分布於亞洲印度拉賈斯坦邦Jasiamand湖，棲息在中底層水域。

## 扩展阅读
維基物種上的相關：拉賈斯坦野鯪